# Ogon o daite tobe
Ogon o daite tobe (黄金を抱いて翔べ?), noto anche con il titolo internazionale Fly with the Gold, è un film del 2012 diretto da Kazuyuki Izutsu, tratto dal romanzo omonimo del 1990 di Kaoru Takamura.

## Trama
Due amici intendono compiere un rocambolesco furto al caveau di una prestigiosa banca; per riuscire nell'impresa si mettono d'accordo con un impiegato del medesimo istituto, un ingegnere e uno studente delle superiori (che a loro insaputa è anche una spia nordcoreana). Giunti al momento cruciale, ben poche cose vanno però secondo programma, e anzi le loro vite finiscono per essere in serio pericolo.

## Distribuzione
In Giappone la pellicola è stata distribuita a livello nazionale dalla Shochiku, a partire dal 3 novembre 2012.